# Al·lucinació
Una al·lucinació és la sensació de percebre una realitat no existent, és a dir, sense que intervinguin els sentits, en absència d'estímuls externs. Aquest terme va ser introduït per Jean-Étienne Dominique Esquirol al segle xviii.
Aquesta percepció pot afectar qualsevol sentit i és deguda a un funcionament no convencional del cervell, bé produït per una malaltia mental, per un estat extrem de l'organisme o per haver consumit determinades drogues. No es consideren al·lucinacions les imatges o sensacions projectades als somnis.
Les al·lucinacions auditives són les més freqüents, especialment associades a sentir veus, el missatge de les quals pot ser desxifrar o no. Per contra, les al·lucinacions menys freqüents són les lligades al gust i l'olfacte. Usualment, es tracta de la percepció de pudor d'un aliment en descomposició sense que n'hi hagi cap.
Amb l’auge de la intel·ligència artificial s'ha popularitzat la noció d’al·lucinació artificial per referir-se als processos espontanis dels algoritmes que no es corresponen a les ordres donades als ordinadors, però són fenòmens que no tenen relació amb l’al·lucinació psicològica.

## Al·lucinació hipnopòmpica
Una al·lucinació hipnopòmpica és una mena d'al·lucinació que es produeix en un estat intermedi entre el son i la vigília, és a dir, que ocorre quan hom s'està despertant. Es tracta de percepcions visuals (imatges intenses, auditives o tàctils) que apareixen quan hom s'està despertant, el vincle de les quals amb la realitat objectiva no està clara però són experimentades com a tals, de manera que el subjecte no les distingeix d'una experiència normal viscuda completament despert. També sol ocórrer durant el fenomen de paràlisi del son. No és patològica. Aquest tipus d'al·lucinacions són part de les al·lucinacions hípniques.